# Мабиль, Поль
Жюль Поль Мабиль (фр. Jules Paul Mabille, 1835 — 1923) — французский ботаник, энтомолог, натуралист (естествоиспытатель).

## Биография
Жюль Поль Мабиль родился в 1835 году.
Мабиль был преимущественно заинтересован чешуекрылыми и ботаникой. Он был членом Энтомологического общества Франции.
Жюль Поль Мабиль умер в 1923 году.

## Научная деятельность
Жюль Поль Мабиль специализировался на семенных растениях.